# Pantodonter
Pantodonter (Pantodonta) är en utdöd ordning hovdjur som levde från tidig paleocen till tidig oligocen, ungefär från 63 till 35 miljoner år sedan.
De var grovt byggda djur med femtåiga hov- eller kloförsedda extremiteter och fullständig tanduppsättning med lofodonta (åsbärande) kindtänder. Till pantodonterna räknas de äldsta kända däggdjuren i noshörningsstorlek, däribland Titanoides och Coryphodon som levde under paleocen. Ordningen omfattar även mindre djur, som råttstora asiatiska former.